# Melody Club

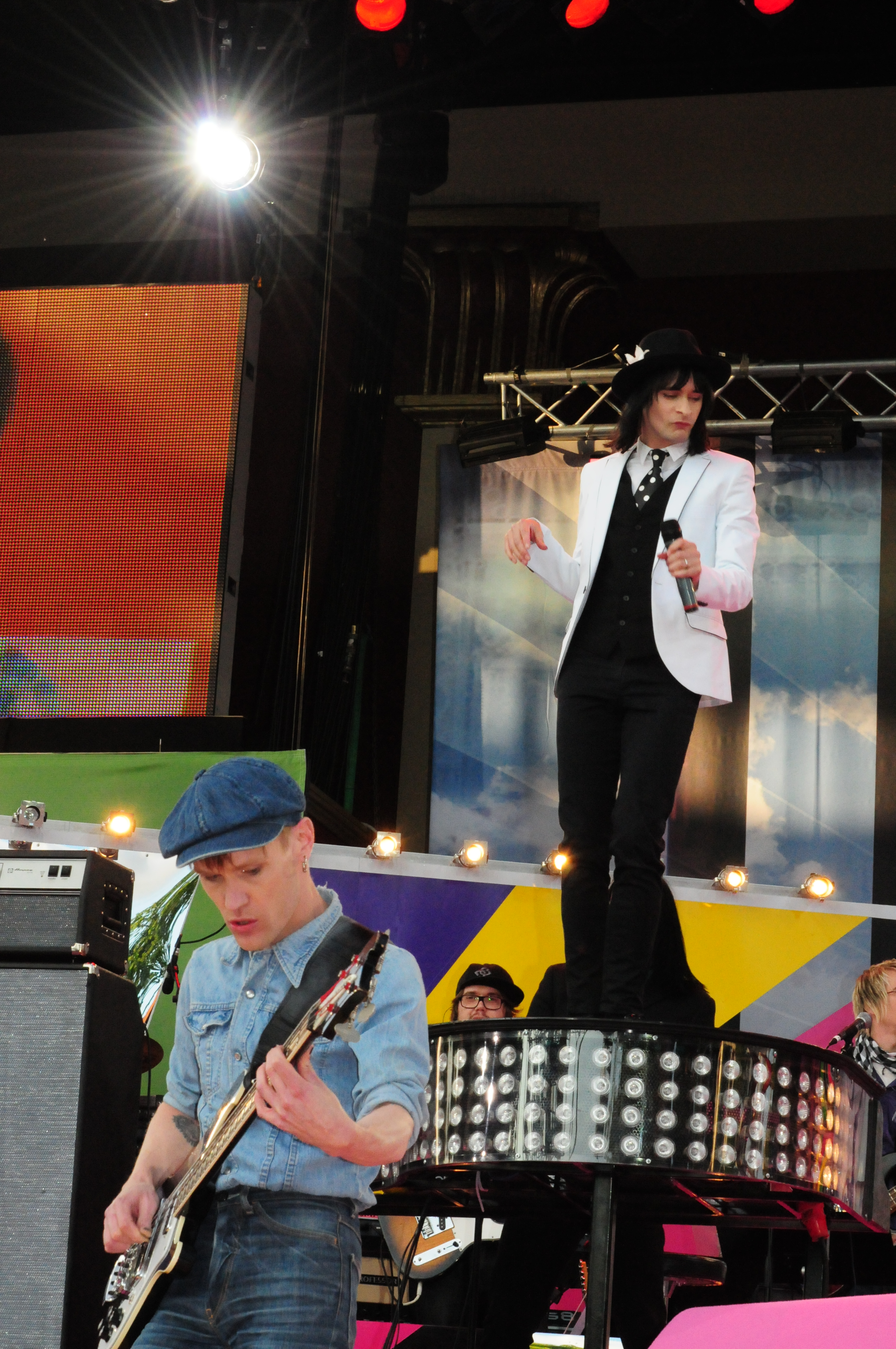
Melody Club

Melody Club ist eine Popband aus der schwedischen Stadt Växjö.

## Musikstil
Die Musik lässt sich als eine Mischung aus Synthie-Pop, Glam-Rock und etwas New Wave charakterisieren und orientiert sich sehr an den 1980er-Jahre-Vorbildern dieser Musikstile.

## Geschichte
Den Durchbruch schafften sie 2002 mit dem Lied Palace Station von ihrem Album Music Machine. Inzwischen traten sie auch in England, Japan sowie Deutschland auf und spielten als Vorgruppe bei Kylie Minogues Showgirl-Tour. Außerdem wurde das Lied Fever Fever mit im Soundtrack des Fußballsimulationsspiels FIFA 08 verwendet.

## Bandmitglieder
- Kristoffer Östergren (Gesang)
- Erik Stenemo (Gitarre)
- Jon Axelsson (Synthesizer)
- Niklas Stenemo (Bass)
- Andy A. (Schlagzeug)

## Frühere Bandmitglieder
- Richard Ankers (Schlagzeug 2001–2005)
- Magnus Roos (Bass 2001–2005)

## Diskografie

### Alben
| Jahr | Titel                     | Höchstplatzierung, Gesamtwochen, AuszeichnungChartsChartplatzierungen (Jahr, Titel, Platzierungen, Wochen, Auszeichnungen, Anmerkungen) | Anmerkungen |
| Jahr | Titel                     | SE | Anmerkungen |
| ---- | ------------------------- | --- | ----------- |
| 2002 | Music Machine             | SE1 (15 Wo.)SE |             |
| 2004 | Face the Music            | SE6 (26 Wo.)SE |             |
| 2006 | Scream                    | SE18 (14 Wo.)SE |             |
| 2009 | Goodbye To Romance        | SE18 (3 Wo.)SE |             |
| 2011 | Human Harbour             | SE22 (1 Wo.)SE |             |
| 2013 | Let’s Celebrate 2002-2012 | SE24 (3 Wo.)SE | Kompilation |

Weitere Alben
- 2007: At Your Service

### Singles
| Jahr | Titel Album                                          | Höchstplatzierung, Gesamtwochen, AuszeichnungChartsChartplatzierungen (Jahr, Titel, Album, Platzierungen, Wochen, Auszeichnungen, Anmerkungen) | Anmerkungen       |
| Jahr | Titel Album                                          | SE | Anmerkungen       |
| ---- | ---------------------------------------------------- | --- | ----------------- |
| 2002 | Palace Station Music Machine                         | SE9 (26 Wo.)SE |                   |
| 2002 | Electric Music Machine                               | SE18 (20 Wo.)SE |                   |
| 2003 | Covergirl Music Machine                              | SE37 (6 Wo.)SE |                   |
| 2004 | Take Me Away Face the Music                          | SE16 (11 Wo.)SE |                   |
| 2004 | Baby (Stand Up) Face the Music                       | SE2 (21 Wo.)SE |                   |
| 2005 | Boys In The Girls’ Room Face the Music               | SE25 (11 Wo.)SE |                   |
| 2006 | Destiny Calling Scream                               | SE15 (18 Wo.)SE |                   |
| 2007 | Fever Fever Scream                                   | SE32 (14 Wo.)SE |                   |
| 2007 | Last Girl On My Mind Scream                          | SE27 (3 Wo.)SE |                   |
| 2009 | Girls Don’t Always Wanna Have Fun Goodbye To Romance | SE60 (1 Wo.)SE |                   |
| 2009 | The Only Ones Goodbye To Romance                     | SE48 (2 Wo.)SE |                   |
| 2009 | I Don’t Believe In Angels Human Harbour              | SE31 (2 Wo.)SE | mit Anna Järvinen |

Weitere Singles
- 2005: Wildhearts